# Juliana Suter
Juliana Suter (23 aprile 1998) è un'ex sciatrice alpina svizzera.

## Biografia
Juliana Suter è sorella di Jasmina e Raphaela, a loro volta sciatrici alpine di alto livello; ha debuttato nel Circo bianco nel novembre del 2014 disputando un supergigante a Davos, valido come gara FIS. In Coppa Europa ha esordito il 2 febbraio 2016 a Davos in discesa libera, classificandosi 42ª, e ha conquistato i suoi primi podi il 21 dicembre 2017 vincendo le due discese libere, disputate lo stesso giorno, a Val di Fassa/Passo San Pellegrino.
L'8 febbraio 2018 ha vinto la medaglia d'argento nella discesa libera ai Mondiali juniores del 2018 a Davos e il 27 gennaio 2019 ha debuttato in Coppa del Mondo, nella discesa libera disputata a Garmisch-Partenkirchen (18ª); ai successivi Mondiali juniores di Val di Fassa 2019 ha vinto la medaglia d'oro nella discesa libera. Il 9 gennaio 2021, durante la discesa libera di Sankt Anton am Arlberg valida per la Coppa del Mondo 2020-2021, ha subito la rottura del legamento crociato anteriore e stiramento del collaterale; l'infortuno ha posto fine alla sua stagione. 
Il 14 gennaio 2022 ha ottenuto a Orcières in discesa libera l'ultima vittoria in Coppa Europa; il 2 dicembre dello stesso anno ha conquistato il miglior risultato in Coppa del Mondo, a Lake Louise in discesa libera (14ª), bissato il 14 gennaio 2023 a Sankt Anton am Arlberg in supergigante. La sua ultima gara in carriera è stata il supergigante di Coppa del Mondo disputato il 17 dicembre 2023 a Val-d'Isère, chiuso dalla Suter al 26º posto; ha annunciato il ritiro pochi giorni dopo. Non ha preso parte a rassegne olimpiche o iridate.

## Palmarès

### Mondiali juniores
- 2 medaglie:
  - 1 oro (discesa libera a Val di Fassa 2019)
  - 1 argento (discesa libera a Davos 2018)

### Coppa del Mondo
- Miglior piazzamento in classifica generale: 80ª nel 2023

### Coppa Europa
- Miglior piazzamento in classifica generale: 4ª nel 2022
- Vincitrice della classifica di discesa libera nel 2022
- 14 podi:
  - 5 vittorie
  - 7 secondi posti
  - 2 terzi posti

#### Coppa Europa - vittorie
| Data             | Località                          | Paese   | Specialità |
| ---------------- | --------------------------------- | ------- | ---------- |
| 21 dicembre 2017 | Val di Fassa/Passo San Pellegrino | Italia  | DH         |
| 21 dicembre 2017 | Val di Fassa/Passo San Pellegrino | Italia  | DH         |
| 21 dicembre 2021 | Val di Fassa                      | Italia  | DH         |
| 13 gennaio 2022  | Orcières                          | Francia | DH         |
| 14 gennaio 2022  | Orcières                          | Francia | DH         |

Legenda:

DH = discesa libera

### Campionati svizzeri
- 2 medaglie:
  - 2 bronzi (discesa libera, supergigante nel 2023)